# دوريان ناعم الثمار
دوريان ناعم الثمار (الاسم العلمي:Durio lissocarpus) هو نوع من النباتات يتبع جنس الدوريان من الفصيلة الخبازية.